# Julius Joseph Bernay von Favancourt

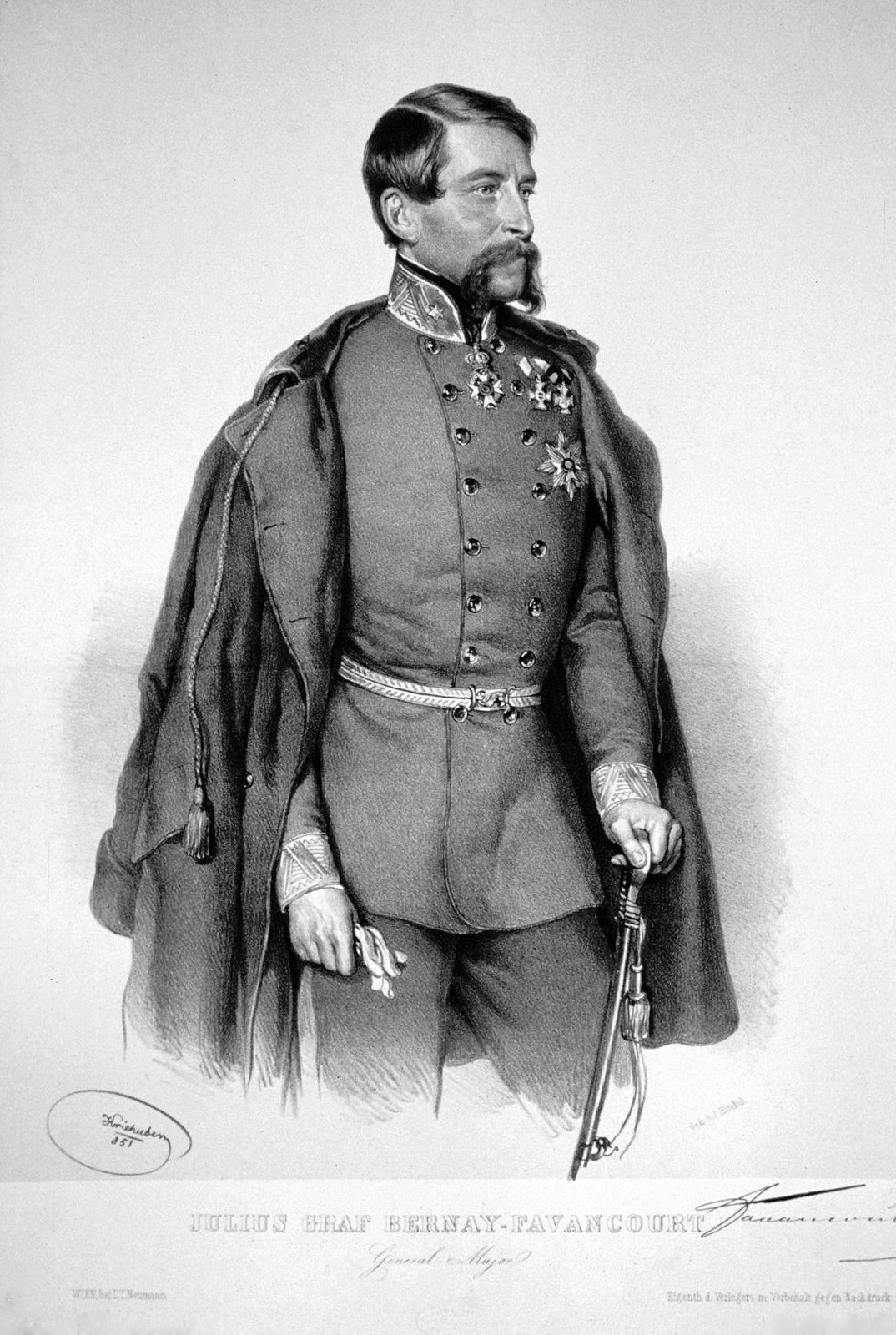
Julius Josef Graf Bernay de Favancourt, Lithographie von Josef Kriehuber, 1851

Julius Joseph Graf Bernay von Favancourt und zu Coussay, auch Graf von Bernay-Favancourt, Graf Bernay de Favancourt et de Coussay, (* 27. Februar 1804 in Nancy; † 24. Februar 1880 in Graz) entstammte einer altadeligen französischen Familie aus der Picardie und war ein k. k. Kämmerer und Generalmajor sowie Ritter des Militär-Maria-Theresien-Ordens. 

## Biographie
Seine Eltern waren der französische General Graf Joseph Louis Bernay de Favancourt (1771–1854) und dessen Ehefrau die Gräfin Anna de Cucullet, Freiin de Arrey (1770–1840),. Er hatte noch einen jüngeren Bruder Names Eduard (* 13. Oktober 1808).
Er war seit seinem 16. Lebensjahr Kadett im Infanterieregiment Graf Nugent Nr. 30, 1824, Unterleutnant im Chevauxlegerregiment Graf O’Reilly, 1827 Oberleutnant beim 8. Feldjäger-Bataillon, 1830 Kapitänleutnant im Infanterieregiment Baron Koudelka Nr. 40, und daselbst 1833 Hauptmann. 
Nachdem er 1839 zum Major beim Infanterieregiment Schön Nr. 49 avanciert war, erhielt er 1842 das Grenadierbataillon Haymann, rückte 1844 zum Oberstleutnant vor, und kam 1846 als solcher zum Infanterieregiment Großherzog von Baden Nr. 59. 
Während des Aufstandes der Lombardei 1848 focht der Graf zuerst unter Feldmarschallleutnant Ludwig Freiherr von Welden und ward oft unter den Ausgezeichneten genannt. Später tat er sich bei Desenzano unter Feldmarschalleutnant Julius Freiherr von Haynau hervor. Im Dezember des Jahres 1848 zum Oberst befördert, blieb er zuerst in der Garnison zu Verona, marschierte aber im März 1849 als Kommandant der Infanterieregimenter 59, 19, 20, 21, 22, 24 und 25 gegen die aufständische Stadt Brescia, erzwang sich im heftigsten Feuer den Eingang zu dieser (31. März des Jahres) und griff die Barrikaden an. Die an diesem Tage gewonnenen Positionen konnte er verteidigen und erneuerte am folgenden Tage mit verstärkten Truppen den Kampf. Dabei wurde er mit einem Schuss durch die Brust verletzt und konnte nicht mehr an der Spitze seine Soldaten am Kampf teilnehmen. Eine Stunde später musste sich die Stadt ergeben. Er genas einigermaßen von seiner Verletzung und erhielt in Anerkennung seines vorbildlichen Verhaltens das Ritterkreuz des Militär-Maria-Theresien-Ordens sowie als Kommandant des Infanterieregiments Großherzog von Baden Nr. 59 auch das Kommandeurkreuz des großherzoglich badischen Militär-Karl-Friedrich-Verdienstordens.
Seit dem 12. Juli 1850 war Bernay Generalmajor und stand an der Spitze einer Brigade beim 6. Armeekorps in Italien. Auf Grund der Spätfolgen seiner Verletzung musste er jedoch alsbald, am 26. Oktober 1852, in den Ruhestand treten.
Er ist auf dem St.-Leonhard-Friedhof in Graz beigesetzt.

## Wappen

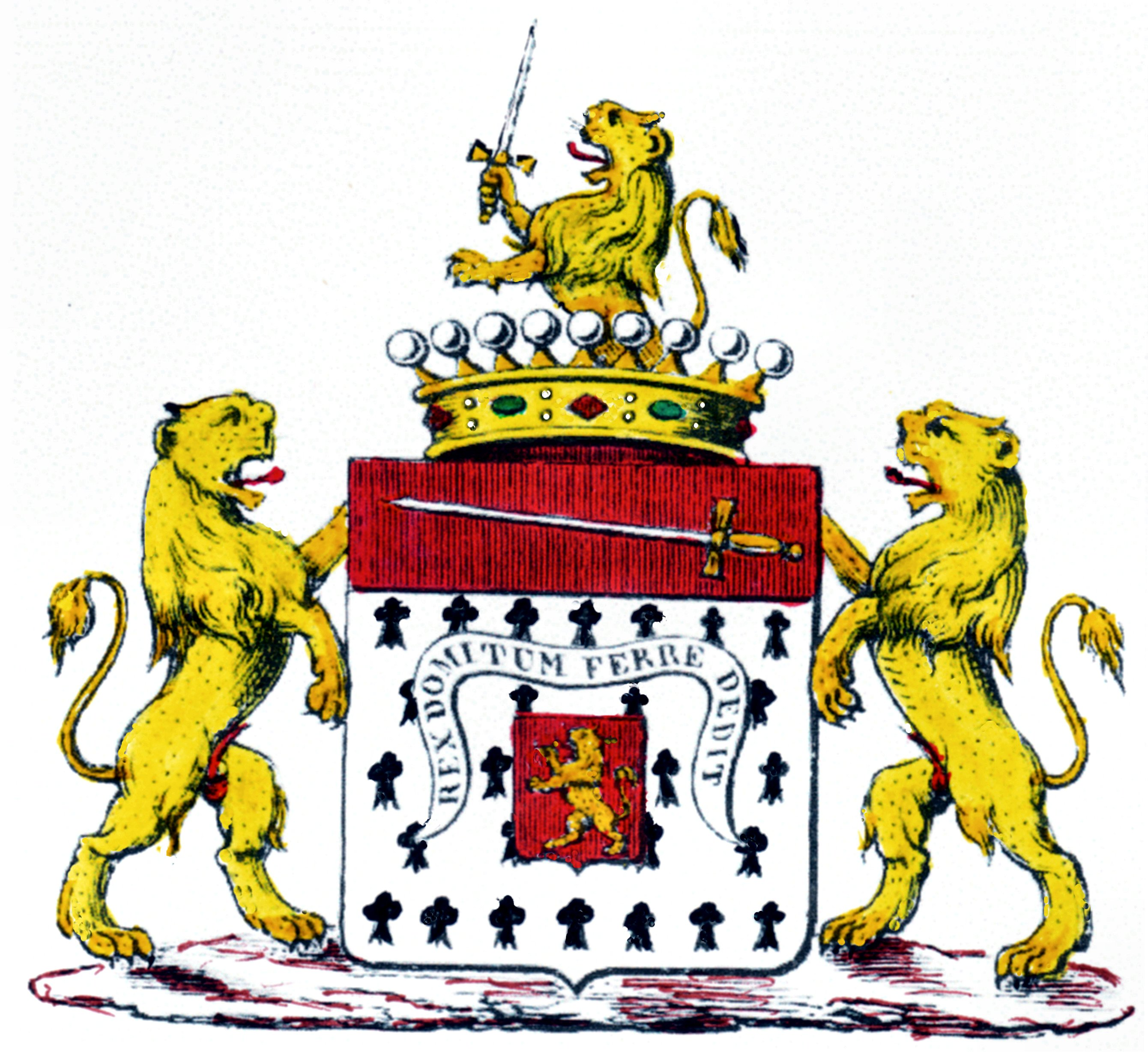
Wappen der Grafen Bernay von Favancourt und zu Coussay

Schild mit Schildeshaupt. Im roten Schildeshaupt ein schrägrechts gelegtes blankes Schwert mit goldenem Griffe; Schild von Hermelin mit einem kleinen roten Herzschilde, in welchem ein goldener Löwe nach der rechten Seite schreitet, und über welchem Herzschilde ein silbernes Band mit der Devise „Rex domitum ferre dedit“ fliegt. Auf dem Schilde steht die Grafenkrone, aus der ein rechtssehender goldener Löwe aufwächst, welcher in der rechten Vorderpranke ein Schwert mit goldenem Griffe hält. Die Schildhalter sind zwei einwärtssehende goldene Löwen. — Das Genealogische Taschenbuch der gräflichen Häuser, welches sonst die Devisen meist berücksichtigt, gibt (1854. S. 70) eine Devise weder im Schilde, noch sonst an. Bei Tyroff (Band 11, Tafel 19 von 1859) erscheint das Wappen aber ebenfalls mit dem Wahlspruch.